# Oxalis versicolor

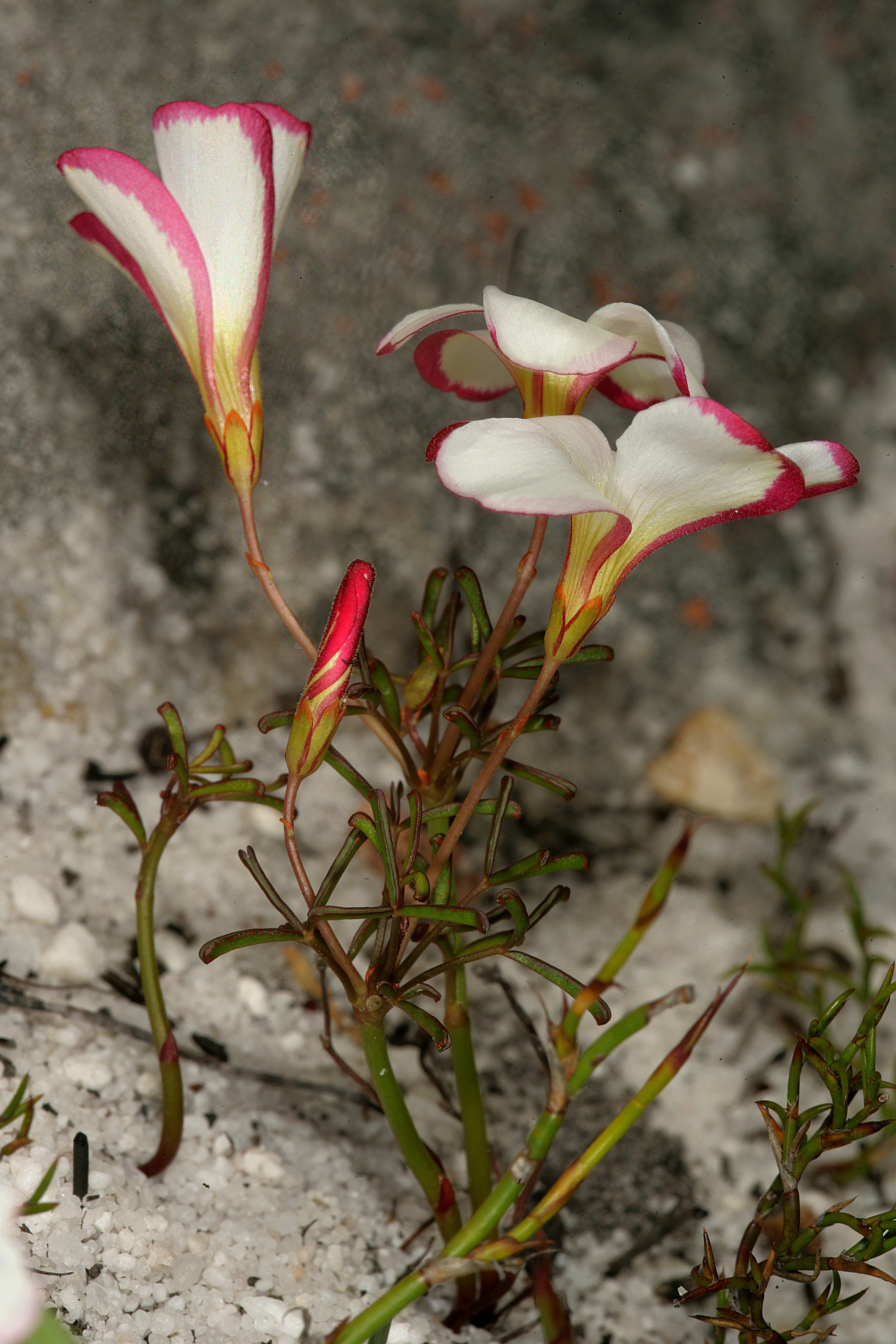
Detalle flores

Oxalis versicolor es una especie de la familia Oxalidaceae de distribución sudafricana.

## Descripción
Especie herbácea bulbosa. El bulbo es ovado, formado por escamas negras y duras. Los tallos, erectos, de entre 8 a 15 cm de altura, solitarios o ramificados con hojas trifoliadas; folíolos lineales, acanalados en el haz y algo recurvados. Las flores surgen solitarias, sobre pecíolos de 2,5-5,1 cm que pueden ser glabros o pilosos; 5 sépalos también pilosos y 5 pétalos fusionados en la base, de color blanco bordeado de rojo. El fruto es una pequeña cápsula encerrada en el cáliz con numerosas semillas.

## Taxonomía
O. versicolor fue descrita por Carlos Linneo y publicada en Species Plantarum 1: 434. 1753.

## Cultivo
Requiere suelos fértiles y con buen drenaje; exposiciones a pleno sol, sino las flores permanecerán cerradas. No resiste temperaturas por debajo de -5 °C.
Florece de primavera hasta entrado el verano y entra en periodo de latencia en otoño. Se multiplica por semillas, división del bulbo o por separación de los bulbillos que se desarrollan alrededor del bulbo principal.
En el Reino Unido se le ha otorgado el Galardón al Mérito en Jardinería de la Royal Horticultural Society.